# پسرها، دور پرچم جمع شوید!
پسرها، دور پرچم جمع شوید! (انگلیسی: Rally Round the Flag, Boys!) یک فیلم به کارگردانی لئو مک‌کری است که در سال ۱۹۵۸ منتشر شد. از بازیگران آن می‌توان به پل نیومن، جوآن وودوارد، جوآن کالینز، جک کارسون، و تیوزدی ولد اشاره کرد.